# Kursztyn
Kursztyn is een plaats in het Poolse district  Tczewski, woiwodschap Pommeren. De plaats maakt deel uit van de gemeente Gniew en telt 476 inwoners.